# Trío para piano n.º 1 (Mendelssohn)

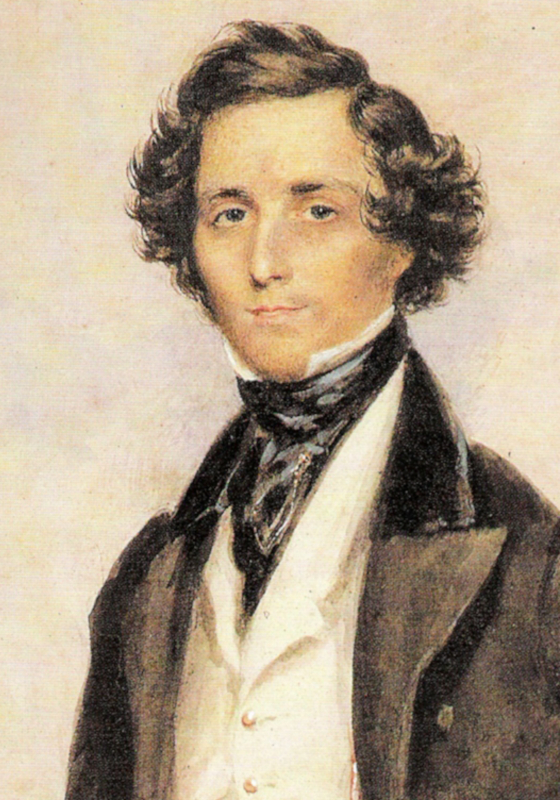
Mendelssohn en 1839.

El Trío para piano n.º 1 en re menor, Op. 49 de Felix Mendelssohn fue acabado el 23 de septiembre de 1839 y se publicó al año siguiente. La obra está compuesta para trío de piano estándar formado por violín, violonchelo y piano. Es una de las obras de cámara más populares de Mendelssohn y es reconocida como una de sus mejores obras junto con su Octeto, op. 20. Durante la composición inicial de la obra, Mendelssohn siguió el consejo de su colega el compositor Ferdinand Hiller para revisar la parte de piano. Hiller escribió, "con su habitual seriedad y conciencia, una vez que tomó una decisión, emprendió la extensión y reescribió toda la parte de piano".
 La versión revisada asumía un estilo schumannesco más romántico y se le daba al piano un papel más importante en el trío. De hecho, la obra fue revisada en uno de sus artículos de crítica musical por Schumann, quien declaró que Mendelssohn era "el Mozart del siglo XIX, el músico más brillante, alguien que comprende claramente las contradicciones de la época y es el primero en reconciliarlas".

## Historia
Ya el 21 de enero de 1832, cuando Mendelssohn se encontraba en París, le escribió una carta a su hermana, Fanny Mendelssohn, sobre la redacción de una obra en la que el piano desempeñaba un papel más activo en relación con el violín y el violonchelo.
El trío fue estrenado el 1 de febrero de 1840 en la Gewandhaus de Leipzig por el violinista Ferdinand David, el violonchelista Franz Karl Witmann y con Mendelssohn al piano. Robert Schumann elogió este trío como "el trío maestro de nuestro tiempo, incluso como los de Beethoven y el Trío en mi bemol de Schubert en su época, este hará las delicias de la generación futura". En 1898, el Musical Times entrevistó al violinista Joseph Joachim, quien recordó una actuación en Londres en 1844, en la que el compositor volvió a ser el pianista. En aquel momento sólo tenían la partitura el violinista y el violonchelista. Mendelssohn dijo: "No importa, basta con poner un libro sobre el piano y una persona puede girarlo de vez en cuando, así no necesito parecer como si hubiera tocado de memoria" .

## Estructura y análisis

### I.Molto allegro y agitato
El primer movimiento está planteado en forma sonata sin introducción. La exposición tiene dos partes: la Parte 1 tiene dos grandes frases en re menor, comienza con un tema principal cantabile interpretado por el violonchelo, con el piano proporcionando un acompañamiento sincopado, y luego el violín se une al violonchelo con una versión distorsionada del tema. La transición, más variación del tema principal, finaliza con el pedal de dominante menor de la tonalidad secundaria. La parte 2 comienza en la mayor, con un nuevo tema secundario en el violonchelo. El desarrollo se mantiene en menor hasta que comienza a modularse a si bemol mayor del tema secundario, y alcanza el momento más mágico cuando pasa a do mayor. El violín y el violonchelo tocan al unísono mientras el piano hace arpegios de triplete. La recapitulación tiene también dos partes y es mucho más breve. La segunda parte se cierra con una cadencia auténtica perfecta en re menor y una coda de 38 compases (marcada como assai animato).

### II.Andante con moto tranquila
El piano introduce el segundo movimiento, con una melodía de ocho compases en la mano derecha y con el acompañamiento dividido entre las manos, como en varias de las Canciones sin palabras para piano del propio Mendelssohn. Debajo, la línea de bajo del piano se mueve metódicamente, equilibrándose cuidadosamente con el acompañamiento y la melodía. Después de que el piano toque el tema principal, el violín lo repite con un contrapunto tocado en el violonchelo.

### III.Scherzo
El scherzo, breve y ligero, tiene esencialmente la forma sonata. Como en el segundo movimiento, el tema principal se toca primero en el piano, que luego se reduce a un acompañamiento fragmentario casi de inmediato. El motivo rítmico del tema principal está presente en todo el movimiento, excepto en la sección central más lírica, cuyo tema se asemeja a los temas del primer movimiento.

### IV.Finale
Después de que Hiller le diera su consejo de potenciar el piano a Mendelssohn, el final fue el movimiento más revisado y, como era de esperar, tiene una parte de piano muy completa. En el movimiento se recurre a varias técnicas de teclado, desde acordes cerrados hasta arpegios amplios y octavas cromáticas. Los momentos en cantabile proporcionan un contraste refrescante. El trío termina con un cambio a re mayor poco antes del final.